# Bidharalli, Hosanagara
Bidharalli là một làng thuộc tehsil Hosanagara, huyện Shimoga, bang Karnataka, Ấn Độ.